# أخدود (جيولوجيا)

تركيبة الأخاديد

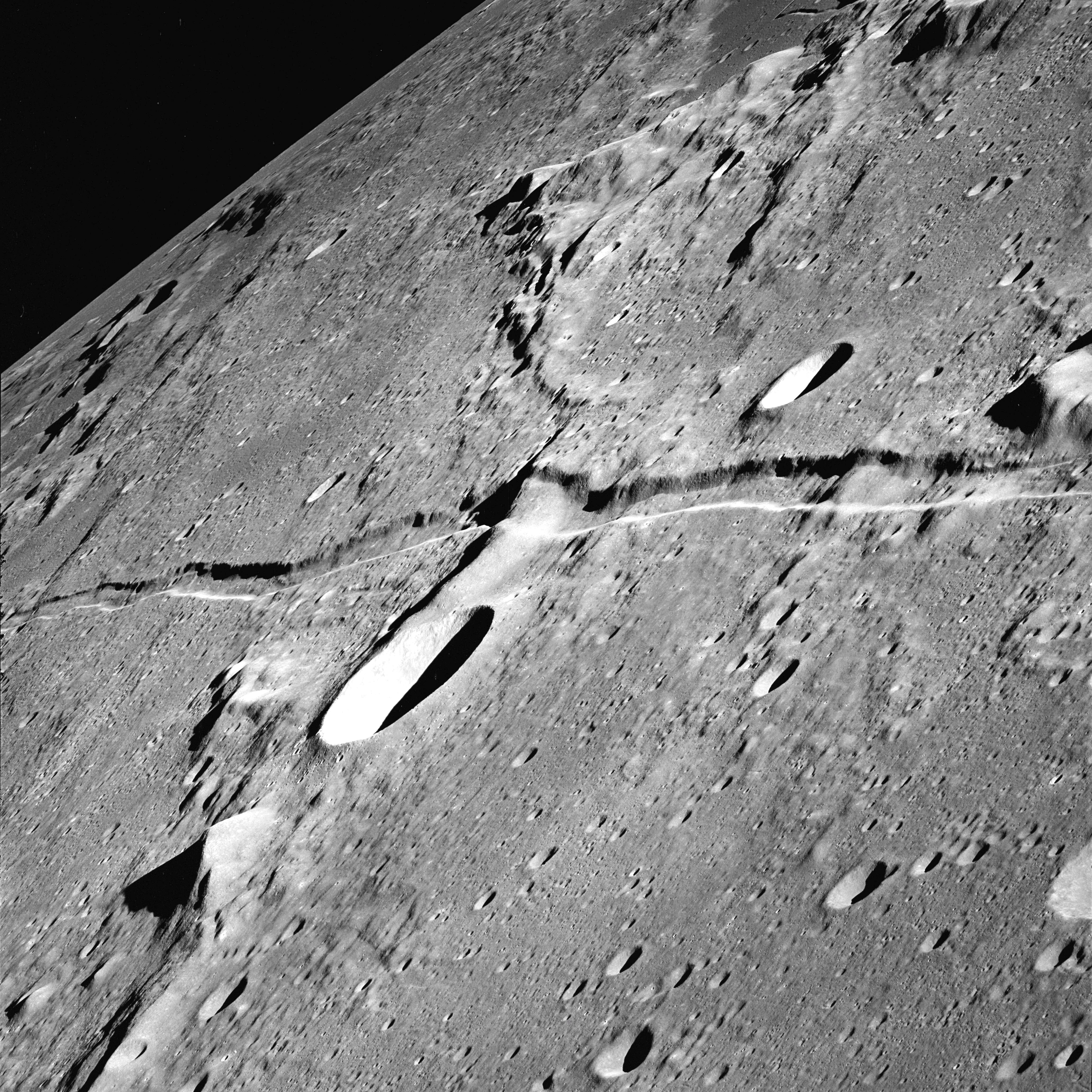
أخاديد في القمر

الأخدود (بالألمانية: Graben) هو منخفض يتكون من مجموعة من الصدوع المركبة وتنشأ نتيجة حدوث صدعين متوازيين وهبوط ما بينهما مكونا منطقة صدعية.

## التسمية
يطلق على الأخدود أيضًا تلك الأسماء: الخَسْفَة (الجمع: خَسْفَات) والغَور والأخدود الانكساري والخسيفة والأخفوضة.